# Stephen Spender
Stephen Harold Spender (Kensington, 28 februari 1909 – City of Westminster, 16 juli 1995) was een Engels dichter, romanschrijver en essayist. Hij maakte in de jaren dertig van de twintigste eeuw deel uit van een groep jonge dichters rond W.H. Auden. Daartoe behoorden ook onder anderen Christopher Isherwood, Cecil Day-Lewis en Louis MacNeice. Hij was medeoprichter van Index on Censorship.

## Oeuvre

### Poëzie
- Nine Experiments (1928, privé-uitgave)
- Twenty Poems (1930)
- Poems (1933)
- Vienna (1934)
- The Still Centre (1939)
- Ruins and Visions (1942)
- Spiritual Exercises (1943, privé-uitgave)
- Poems of Dedication (1947)
- The Edge of Being (1949)
- Collected Poems, 1928-1953 (1955)
- Selected Poems (1965)
- The Express (1966)
- The Generous Days (1971)
- Selected Poems (1974)
- Recent Poems (1978)
- Collected Poems 1928-1985 (1986)
- Dolphins (1994)
- New Collected Poems (Michael Brett red.) (2004)

### Drama
- Trial of a Judge (1938)
- The Oedipus Trilogy (1985)

### Fictie
- The Burning Cactus (1936, verhalen)
- The Backward Son (1940)
- Engaged in Writing (1958)
- The Temple (geschreven 1928; gepubliceerd 1988). Ned. vert. De tempel. Amsterdam: Amber, 1989

### Kritieken, reisboeken, essays
- The Destructive Element (1935)
- Forward from Liberalism (1937)
- Life and the Poet (1942)
- European Witness (1946)
- Poetry Since 1939 (1946)
- The God That Failed (1949, met anderen, ex-communisten geven zich rekenschap)
- Learning Laughter (1952)
- The Creative Element (1953)
- The Making of a Poem (1955)
- The Struggle of the Modern (1963)
- The Year of the Young Rebels (1969)
- Love-Hate Relations (1974)
- Eliot (1975)
- W. H. Auden: A Tribute (S. Spender, red. 1975)
- The Thirties and After (1978)
- China Diary (met David Hockney, 1982)
- Love-Hate Relations (1974)
- The Thirties and After (1978)

### Memoires
- World Within World (1951)

### Brieven en dagboeken
- Letters to Christopher: Stephen Spender's Letters to Christopher Isherwood (1980)
- Journals, 1939-1983 (1985)